# 爱德华·阿沃斯
爱德华·阿沃斯（西班牙語：Eduard Arbós，1983年5月7日—），西班牙男子曲棍球运动员。他曾代表西班牙国家队参加2008年夏季奥林匹克运动会曲棍球比赛，获得一枚银牌。